# Ísleifr Gizurarson
Ísleifr Gizurarson ou Ísleifur Gissurarson (1006-1080) est le premier évêque islandais (1056-1080).
Il est le premier fils du goði Gizurr hvíti (le Blanc), membre du clan connu plus tard sous le nom de Haukdælir, et de sa troisième femme, Þórdís Þóroddsdóttir. Gizurr avait été l'un des premiers Islandais convertis au christianisme et joua un rôle important dans la conversion de l'île à la foi nouvelle lors de l’Alþing de l'an 999. Il fit éduquer son fils à l'école monastique de Herford (Westphalie), alors dirigée par l'abbesse Godesti. Ísleifr fut ainsi le premier Islandais à recevoir une éducation religieuse et à être ordonné prêtre à l'étranger.
À son retour en Islande, il s'installa à la ferme de son père, à Skálholt, et exerça à sa suite le charge de goði. Il épousa Dalla Þorvaldsdóttir, dont il eut trois fils : Gizurr, évêque de Skálholt après son père, Teitr, fondateur d'une école à Haukadalr[Lequel ?] où fut éduqué Ari Þorgilsson et l'une des sources de l’Íslendingabók, et Þorvaldr. 
Son élection comme évêque lors de l’Alþing de 1055 témoigna de la reconnaissance de sa valeur et du souhait de la population d'avoir un évêque qui, contrairement aux missionnaires étrangers, connut la langue et les coutumes locales. L'année suivante, il se rendit à l'étranger pour être consacré. Il rendit d'abord visite à l'empereur Henri III, à qui il offrit un ours polaire. Puis, il poursuivit son voyage jusqu'à Rome, où il rencontra le pape. Il séjourna ensuite à Brême avant d'être consacré par Adalbert, archevêque de Hambourg-Brême. Il passa l'hiver en Norvège.
Ísleifr revint à Skálholt. Il n'existait pas encore de siège épiscopal, et Ísleifr exerça probablement son ministère à la manière des évêques missionnaires. Malgré les propos d'Adam de Brême, qui, dans sa Gesta Hammaburgensis ecclesiae pontificum, écrit que les Islandais considèrent leur évêque comme un roi, Ísleifr n'en fut pas moins confronté à de nombreuses difficultés. La Hungrvaka évoque ainsi le manque de foi, la désobéissance et l'immoralité d'une partie de la population, qui se traduisaient par des vols, des conflits armés, des comportements tels que celui reproché au lögsögumaðr, qui épousa une mère et sa fille, et d'autres « actes abominables ». Il subit aussi la concurrence d'évêques missionnaires issus en particulier des Églises orientales, dont la doctrine était moins stricte. L'archevêque de Brême interdit finalement aux Islandais d'avoir recours à leurs services. Enfin, il connut des difficultés financières, la dîme n'étant instaurée en Islande qu'en 1096.
Pour répondre au besoin de prêtres instruits, Ísleifr fonda à Skálholt une école qui connut un grand succès. De nombreux chefs y envoyèrent leurs enfants, et deux futurs évêques y furent éduqués : Kolr Þorkelsson, qui fut évêque du Vík, et Jón Ögmundarson, qui devint le premier évêque de Hólar, le deuxième évêché islandais, où il fonda à son tour une école. Ísleifr et ses continuateurs ont ainsi permis le mélange harmonieux des cultures islandaise et européenne, qui a contribué à la créativité littéraire islandaise.
Il mourut le 5 juillet 1080 à Skálholt.
Un þáttr lui est consacré : le Þáttr Ísleifs biskups Gizurarsonar (« Dit de l'évêque Ísleifr Gizurarson »).
Son fils, Gizurr Ísleifsson, lui succède et consolide la mainmise de sa famille sur la fonction épiscopale.